# Mistrzostwa Świata w koszykówce kobiet 2014/Grupa D

## Wyniki

### 1 kolejka
| 27 września 201419:15 | Serbia                                                         | 102:42(22:10, 24:8, 27:18, 29:6) | Angola                                                                     | Abdi İpekçi Arena, Stambuł Widzów: Antonio Conde, Abdelaziz Abassi, Carole Delauné Sędzia: 650 |
| 27 września 201419:15 | Pkt:Jelena Milovanović 16 Zb:Tamara Radočaj 6 As:Ana Dabović 6 | 102:42(22:10, 24:8, 27:18, 29:6) | Pkt:Eusébio, Tomás po 9 Zb:Tomás, Maurício po 5 As:Eusébio, Guadalupe po 2 | Abdi İpekçi Arena, Stambuł Widzów: Antonio Conde, Abdelaziz Abassi, Carole Delauné Sędzia: 650 |

| 27 września 201421:30 | Chiny                                                                      | 56:87(13:20, 19:19, 8:21, 16:27) | Stany Zjednoczone                                           | Abdi İpekçi Arena, Stambuł Widzów: 1100 Sędzia: Guilherme Locatelli, Renaud Geller, Özlem Yalman |
| 27 września 201421:30 | Pkt:Chen X., Sun M. po 10 Zb:Gao S., Zhang L. po 6 As:Yang L., Sun M. po 2 | 56:87(13:20, 19:19, 8:21, 16:27) | Pkt:Moore, Griner po 15 Zb:Tina Charles 15 As:3 graczy po 3 | Abdi İpekçi Arena, Stambuł Widzów: 1100 Sędzia: Guilherme Locatelli, Renaud Geller, Özlem Yalman |

### 2. kolejka
| 28 września 201419:15 | Angola                                                               | 36:65(10:15, 5:15, 12:22, 12:13) | Chiny                                                         | Abdi İpekçi Arena, Stambuł Widzów: 420 Sędzia: Elena Chernova, Karen Lasuik, Adrian Nunes |
| 28 września 201419:15 | Pkt:Nacissela Maurício 18 Zb:Sónia Guadalupe 7 As:Nguendula Filipe 2 | 36:65(10:15, 5:15, 12:22, 12:13) | Pkt:Shao Ting 14 Zb:Cheng F., Zhang L. po 6 As:Chen Xiaojia 6 | Abdi İpekçi Arena, Stambuł Widzów: 420 Sędzia: Elena Chernova, Karen Lasuik, Adrian Nunes |

| 28 września 201421:30 | Stany Zjednoczone                                             | 94:74(17:21, 32:21, 21:22, 14:10) | Serbia                                                           | Abdi İpekçi Arena, Stambuł Widzów: 700 Sędzia: Robert Vyklický, Snehal Bendke, José Fernández |
| 28 września 201421:30 | Pkt:Diana Taurasi 20 Zb:Maya Moore 12 As:Jelena Milovanović 9 | 94:74(17:21, 32:21, 21:22, 14:10) | Pkt:A. Dabović 24 Zb:Maya Moore 6 As:M. Dabović, A. Dabović po 3 | Abdi İpekçi Arena, Stambuł Widzów: 700 Sędzia: Robert Vyklický, Snehal Bendke, José Fernández |

### 3 kolejka
| 30 września 201414:15 | Serbia                                                      | 65:63(25:22, 16:12, 8:17, 16:12) | Chiny                                               | Abdi İpekçi Arena, Stambuł Widzów: 200 Sędzia: Antonio Conde, José Fernández, Guilherme Locatelli |
| 30 września 201414:15 | Pkt:Tamara Radočaj 19 Zb:Sara Krnjić 7 As:Dajana Butulija 3 | 65:63(25:22, 16:12, 8:17, 16:12) | Pkt:Lu Wen 20 Zb:Chen X., Huang H. po 8 As:Lu Wen 4 | Abdi İpekçi Arena, Stambuł Widzów: 200 Sędzia: Antonio Conde, José Fernández, Guilherme Locatelli |

| 30 września 201421:30 | Stany Zjednoczone                                              | 119:44(33:11, 28:14, 31:6, 27:13) | Angola                                                 | Abdi İpekçi Arena, Stambuł Widzów: 400 Sędzia: Renaud Geller, Snehal Bendke, Özlem Yalman |
| 30 września 201421:30 | Pkt:Nneka Ogwumike 18 Zb:Nneka Ogwumike 10 As:Lindsay Whalen 6 | 119:44(33:11, 28:14, 31:6, 27:13) | Pkt:Nadir Manuel 11 Zb:Nadir Manuel 4 As:4 graczy po 1 | Abdi İpekçi Arena, Stambuł Widzów: 400 Sędzia: Renaud Geller, Snehal Bendke, Özlem Yalman |